# Wretched and Divine: The Story of the Wild Ones
Wretched and Divine: The Story of the Wild Ones är det tredje studioalbumet av det amerikanska rockbandet Black Veil Brides och utgavs den 8 januari 2013 genom Lava Records/Universal Republic Records. Albumet är en rockopera-konceptalbum och blev tillgängligt att förhandsboka på iTunes på Halloween, den 31 oktober 2012. Låten "In the End" valdes till albumets huvudsingel, och utgavs den 31 oktober 2012. Bandet kommer att ge sig ut på den nordamerikanska turnén "The Church of the Wild Ones" för att stödja albumet, mer information väntas inom kort. Låten "In the End" kommer att vara bandets huvudsingel, och finns tillgänglig för nedladdning för alla som förhandsbokar albumet från iTunes. "In the End" medverkade som en av signaturlåtarna för WWE:s Hell in a Cell. Den 29 oktober offentliggjorde bandet albumets officiella låtlista samt releasedatum.
Bandet gav sig ut på en nordamerikansk turné, betitlad "The Church of the Wild Ones Tour" för att stödja albumet. Turnén kommer att vara mellan januari och mars 2013. I februari kommer de att ta en kort paus från turnén för att agera huvudband på Kerrang! Tour i Storbritannien, tillsammans med förbanden Chiodos, Tonight Alive och Fearless Vampire Killers. De kommer sedan att återvända till Nordamerika för att avsluta den sista delen av "The Church of the Wild Ones Tour".

## Albumomslag
Omslaget för Wretched and Divine målades av Richard Villa (som även målade omslagen för We Stitch These Wounds, Set the World on Fire och Rebels). Det skildrar ett barn som håller i Black Veil Brides pentacharm, framför en ondskans armé.

## Utgivning och marknadsföring
Black Veil Brides började att släppa detaljer och teasers för Wretched and Divine: The Story of the Wild Ones nästan ett år innan albumets utgivningsdatum.
Gitarristerna Jinnx och Jake berättade för Chris Droney i en intervju med Glasswerk National att bandet konstant skrev ny musik och att de planerade att spela in sin nästkommande album i april 2012. Den 18 februari tweetade Jake: "Amazing stuff. This next record is going to kick your arses." I en intervju under 2012 meddelade Ashley Purdy att bandets tredje studioalbum planerades att ges ut i slutet av 2012. Den 2 maj hade Black Veil Brides följande att meddela: "Från och med idag har vi officiellt börjat spela in vårat nya album som kommer att släppas den 30 oktober!" Andy sa i en intervju på Download Festival att "Vi har spelat in tre låtar. Vi har satt en deadline att bli klara med albumet till slutet av augusti. Vi har 20 till 25 låtar skriva och vi begränsar antalet nu. John Feldmann producerar den. Det kommer att bli mer av en punkrock-skiva än någonting vi gjort tidigare. Social Distortion möter Metallica." Den 4 september meddelade Andy att de var klara med inspelningen av albumet: "Trackingen är avslutad inför det nya albumet! Fortfarande lite saker att göra klart men jag är så glad, exalterad & stolt över det här albumet!"

### Försening
Under hösten 2012 meddelades det att deras tredje studioalbum skulle skjutas fram från 30 oktober 2012 till någon gång i januari 2013. Den 8 oktober släpptes albumomslaget och namnet, tillsammans med nyheten att albumet skulle bli tillgängligt för förhandsbokning via iTunes på Halloween, den 31 oktober. Den 29 oktober offentliggjorde bandet albumets officiella låtlista samt releasedatum; albumet är i nuläget planerat att ges ut den 8 januari 2013.
Black Veil Brides kommer att ge sig ut på en nordamerikansk turné vid namn "The Church of the Wild Ones" för att stödja albumet, som kommer att sträcka sig mellan januari och mars 2013.

## Mottagande
Albumet har huvudsakligen mottagit bra kritik från musikrecensenter, som hyllar dess djup, Andys förbättrade röst, och texterna. Rick Florino från Artistdirect skrev följande om albumet: "Band gör sällan skivor av denna storlek längre. Det är imponerande att höra en... Wretched And Divine står ut som en bona fide klassiker och den öppnar dörren till ännu större saker att komma."

## Låtlista
Alla låtar är skrivna och komponerade av Black Veil Brides. 
| Nr           | Titel                                 | Längd |
| ------------ | ------------------------------------- | ----- |
| 1.           | Exordium                              | 0:24  |
| 2.           | I Am Bulletproof                      | 3:34  |
| 3.           | New Year’s Day                        | 3:25  |
| 4.           | F.E.A.R. Transmission 1: Stay Close   | 0:35  |
| 5.           | Wretched and Divine                   | 3:37  |
| 6.           | We Don't Belong                       | 3:36  |
| 7.           | F.E.A.R. Transmission 2: Trust        | 0:20  |
| 8.           | Devil's Choir                         | 2:57  |
| 9.           | Resurrect the Sun                     | 4:34  |
| 10.          | Overture                              | 1:37  |
| 11.          | Shadows Die                           | 5:25  |
| 12.          | Abeyance                              | 0:14  |
| 13.          | Days Are Numbered                     | 3:40  |
| 14.          | Done for You                          | 2:33  |
| 15.          | Nobody's Hero                         | 3:35  |
| 16.          | Lost It All                           | 5:19  |
| 17.          | F.E.A.R. Transmission 3: As War Fades | 0:58  |
| 18.          | In the End                            | 3:48  |
| 19.          | F.E.A.R. Final Transmission           | 0:54  |
| Total längd: | Total längd:                          | 51:08 |

## Medverkande
Black Veil Brides
- Andy Biersack – sång, keyboard, synthesizer
- Jake Pitts – sologitarr
- Jinxx – kompgitarr, violin, bakgrundssång
- Ashley Purdy – bas, bakgrundssång
- Christian Coma – trummor

Produktion
- John Feldmann – producent, låtskrivare (delvis), mixning